# Black Eyed Peas
Pour les articles homonymes, voir BEP.
Black Eyed Peas (aussi appelé The Black Eyed Peas) est un groupe de hip-hop américain formé à Los Angeles, en Californie. Le groupe est à l'origine et actuellement composé de will.i.am, apl.de.ap et de Taboo. Le groupe est principalement influencé par le hip-hop et la musique électronique.
En 2010, le groupe vend 35 millions d'albums dans le monde et 21 millions de singles, ce qui représente 56 millions de ventes en volume, auxquelles s'ajoutent des ventes numériques (avec des records) d'albums et de singles commerciaux.

## Biographie

### Formation et débuts (1995-2000)
En 1989, les rappeurs will.i.am et apl.de.ap se rencontrent au sein du groupe de breakdance Tribal Nation. Ils décident de fonder ensemble un groupe de hip-hop nommé Atban Klann. « Atban » est l'acronyme de « A Tribe Beyond a Nation ». Ils enregistrent et publient en 1992, un premier album sous le label Ruthless Records d'Eazy-E. Cependant, le disque est très vite retiré des bacs. Après la mort d'Eazy-E en 1995, et quelques spectacles aux environs de Los Angeles, Will.i.am et apl.de.ap décident de recruter un nouveau rappeur et danseur, Jaime Luis Gómez, qui prend le pseudonyme de Taboo. Le groupe devient alors Black Eyed Peas.
Avec la collaboration de la chanteuse Kim Hill, ils sortent en 1998 un album nommé Behind the Front, qui est accueilli favorablement par les critiques hip-hop mais qui ne touchera pas le grand public. Pour le magazine Tsugi, le travail du groupe à cette époque associe « énergie et classe, produisant alors un hip-hop savoureux à la croisée entre A Tribe Called Quest et The Pharcyde.Ils reviennent ensuite avec un second album en 2000, Bridging the Gap.

### Arrivée de Fergie etElephunk(2001-2004)
En 2003 sort l'album Elephunk. Stacy Ann Ferguson, surnommée « Fergie », ancienne chanteuse du groupe Wild Orchid et animatrice d'émission pour enfants, fait son entrée dans le groupe. Au départ le groupe avait pensé engager la chanteuse Nicole Scherzinger[réf. nécessaire] mais celle-ci est alors sous contrat avec le groupe Eden's Crush (en). C'est Dante Santiago qui a alors présenté Fergie à will.i.am.
Cet album, enregistré en 2001, est un succès, notamment grâce à la collaboration de nombreux artistes connus comme Justin Timberlake, Travis Barker (le batteur du groupe de punk rock Blink 182), les Transplants, Jack Johnson et Jacoby Shaddix (le chanteur du groupe rock Papa Roach). Il se vendra à plus de six millions d'exemplaires[réf. nécessaire].

### Monkey Businesset pause (2005-2008)

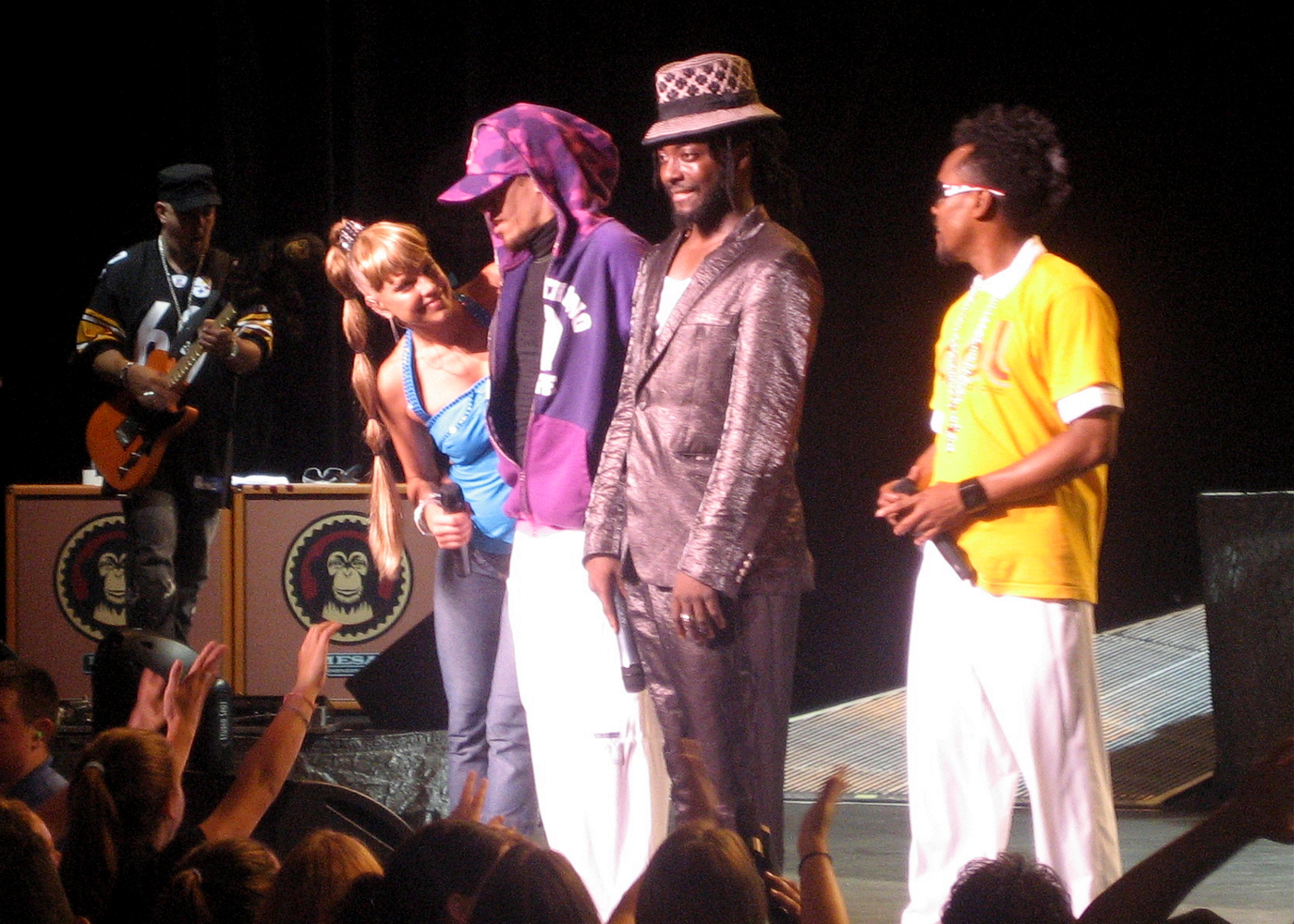
Les Black Eyed Peas en 2006 pour la promotion de l'album Monkey Business.

Le 7 juin 2005, le groupe sort son quatrième album, Monkey Business ; plusieurs artistes reconnus y participent, notamment Sting et James Brown. Plus de dix millions de copies de cet album se sont écoulées. Par la suite, le groupe se sépare provisoirement pour que chaque membre puisse se consacrer à une carrière solo. En 2006, Fergie sort son premier album solo, The Dutchess, tandis que will.i.am sort son troisième album solo, intitulé Songs About Girls, et devient le producteur de Michael Jackson. Ils enregistrent ensuite ensemble une reprise de la chanson True de Spandau Ballet, ainsi que la musique du film Amour et amnésie de Peter Segal. De son côté, Taboo sort une version duo du titre La Paga (en) de Juanes. Début 2007, Will.i.am déclare au magazine Billboard qu'un nouvel album est en préparation[réf. incomplète].
Remarque : leurs tenues font référence au jeu vidéo Les Urbz : the Sims in The City.

### The END(2009-2010)

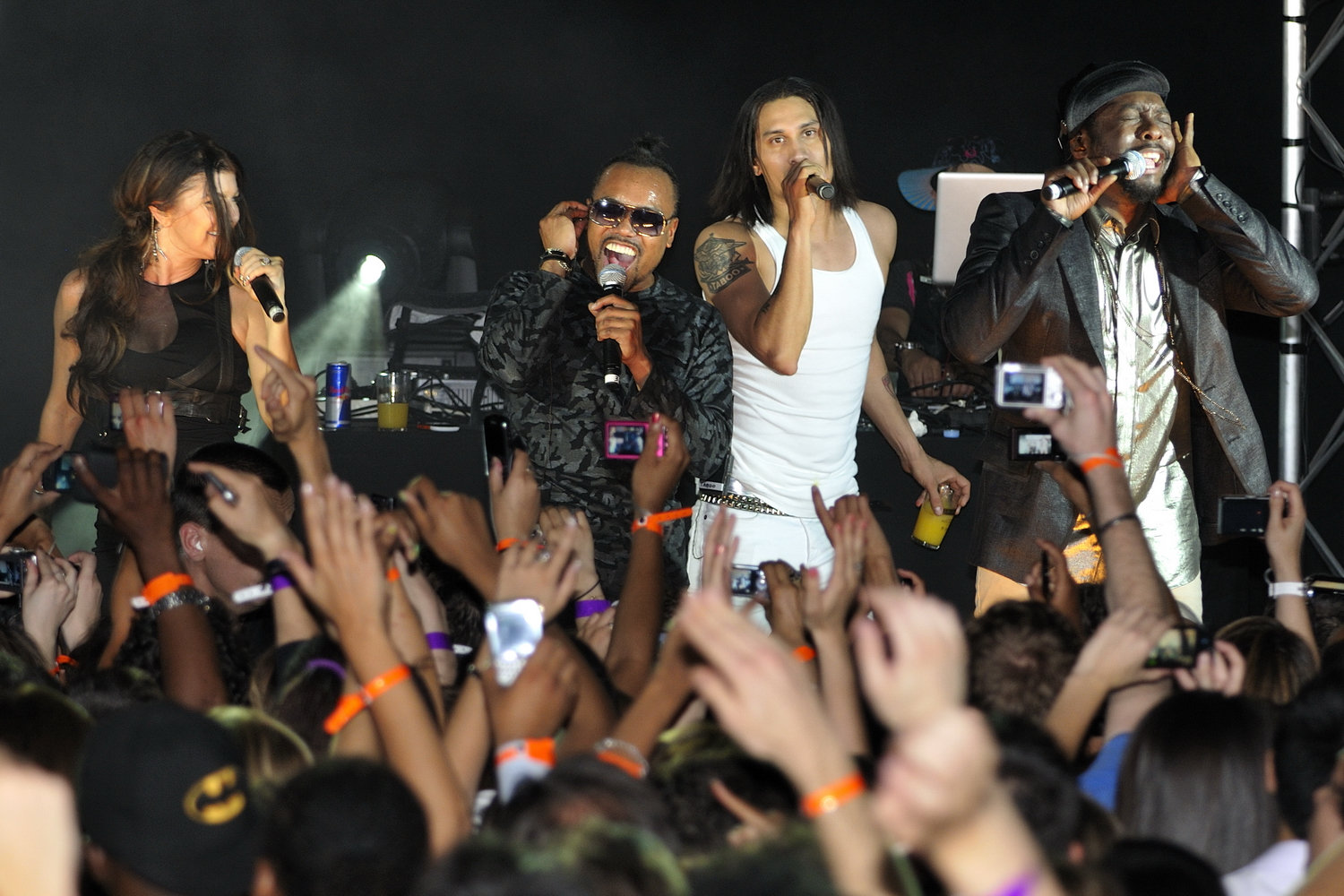
Les Black Eyed Peas en concert au VIP Room à Paris, en France, le 25 juin 2009.

Le 21 avril 2009, David Guetta annonce sur Fun Radio qu'il a produit deux des morceaux de l'album des Black Eyed Peas, I Gotta Feeling et Rock That Body. Le premier extrait de The END (The Energy Never Dies), Boom Boom Pow sort en mars 2009 et arrive en tête des classements mondiaux, y compris le Billboard Hot 100 (restant au sommet douze semaines consécutives). Le second extrait, Imma Be, est diffusé sur Internet le 18 mai 2009. Par la suite, le groupe lance un nouvel extrait, I Gotta Feeling, qui deviendra le plus gros hit de leur carrière, et un tube planétaire. En octobre apparaît sur les chaînes de musique un nouveau clip, Meet Me Halfway. Celui-ci eut un tel succès qu'une radio dans le monde le diffusait en moyenne toutes les dix minutes [réf. nécessaire]. En 2009, The END s'est écoulé à 4,6 millions d'exemplaires dans le monde, ce qui en fait le troisième album le plus vendu de cette année. Depuis sa sortie, The END s'écoule à plus de 11 millions d'exemplaires dans le monde[Quand ?][réf. nécessaire]. En 2009, ils réalisent un flash mob au cours de l’émission d'Oprah Winfrey à Chicago. Ils réussissent à faire le plus grand flash mob du monde avec plus de 20 000 personnes dansant sur leur célèbre chanson I Gotta Feeling. Ils battent ainsi Michael Jackson qui avait fait danser 14 000 personnes à Mexico[réf. nécessaire].
En février 2010, sort le clip Imma Be Rocking That Body, un court métrage de 8 minutes dont la musique est la « fusion » de deux titres de l'album : Imma Be et Rock That Body. Est également publié la même année le clip de la chanson Missing You, qui est en fait un extrait d'un de leurs concerts filmé à Los Angeles lors de la tournée The END Tour.

### The Beginning(2010-2011)
The Beginning est leur sixième album studio, les producteurs exécutifs sont Justin Parker et Teddy Jay. Alors que leur cinquième album The END publié le 8 juin 2009 continue son exploitation, Will.i.am annonce le 30 juillet après une performance télévisée le nouvel album du groupe, The Beginning, précisant qu'« il symbolise l’évolution, les nouveaux départs » du groupe. Lors d'une entrevue sur le studio de tournage pour le clip Check It Out de Nicki Minaj, Will.i.am a révélé que l'album contiendrait douze chansons pour l'édition standard (15 pour l'édition Deluxe et 18 pour l'édition Super Deluxe) dont six ayant été réalisées avec DJ Ammo, deux avec David Guetta et neuf uniquement par lui-même. Les BEP tournent un clip en 3D pour le premier extrait de l'album, intitulé The Time (Dirty Bit) et échantillonne le célèbre (I've Had) The Time of My Life du film Dirty Dancing. L'album est confirmé par Will.i.am lui-même comme étant prévu pour le 30 novembre 2010 et téléchargeable sur iTunes à partir du 26 novembre. Le groupe effectue une prestation durant la mi-temps du Super Bowl XLV, finale du championnat de football américain.
Le second single extrait de l'album, Just Can't Get Enough, est publié le 18 février 2011. Le clip, dévoilé sur Internet le 16 mars 2011, a été tourné au Japon, une semaine avant le séisme et le tsunami qui a touché le pays. Il y a d'ailleurs un message au début et à la fin de ce clip. Au début du mois de mai 2011, le troisième single du groupe est annoncé comme étant Don't Stop the Party . La chanson au rythme de danse inclut une vidéo qui montre le groupe lors de leur dernière tournée, avec plusieurs moments dans différents pays de différents concerts. Ils poursuivront la promotion de leur album avec un dernier single et c'est le titre Whenever qui est choisi.
Le 28 janvier 2011, les Black Eyed Peas participent à la première séquence holographique de la télévision française durant les NRJ Music Awards 2011 ; will.i.am et apl.de.ap sont présents physiquement en direct sur scène pendant que Fergie et Taboo sont représentés virtuellement par hologramme, donnant l'impression qu'ils sont tous les quatre présents.

### Pause et projets solo (2012-2014)
En novembre 2011, après le dernier concert de leur tournée The Beginning Massive Stadium Tour, le groupe annonce une pause de quelques années. Ainsi en avril 2013, will.i.am sort son album solo #willpower. apl.de.ap sort, lui, plusieurs singles solos : o The Moves et Going Out. Taboo annonce la sortie de son premier single solo pour avril 2014. Le titre est intitulé Zumbao. Enfin, Fergie publie quatre singles : L.O.V.E., A Little Party Never Killed Nobody, Caravan, et plus particulièrement, L.A. Love.

### Retour sans Fergie (2015-)
En juillet 2015, le groupe, sans Fergie, sort un nouveau titre, Yesterday, accompagné d'un clip. Cette musique se présente comme un hommage au hip-hop et comprend de nombreuses références.
Le 3 juillet 2016, will.i.am confirme le retour de Black Eyed Peas en 2017 pour une tournée mondiale sans la présence de Fergie qui se consacre à sa carrière solo, et qui sera remplacée par Lydia Lucy révélée dans The Voice UK, le temps d'un concert au Royal Albert Hall à Londres. Le 1er septembre 2016, le groupe reprend Where Is The Love ? pour rendre hommage aux derniers événements tragiques. La chanson est une nouvelle version remixée et plus rythmée. Elle s'intitule #WHERESTHELOVE. Elle marque le retour du groupe avec Fergie,.
Début 2018, le groupe publie un titre inédit sans Fergie, Street Livin’, qui marque un retour au style rap des débuts du groupe. Le 26 octobre 2018, le groupe dévoile l'opus Masters Of The Sun Vol 1, aux influences hip-hop/soul, qui marque un retour aux sources,. La finaliste de l'équipe de apl.de.ap lors de la première saison de l'émission The Voice Philippines, Jessica Reynoso (sous l'alias "J. Rey Soul") rejoint le groupe.
En 2020, le groupe fait son grand retour avec l'album Translation. Le leader du groupe Will.i.am explique l'absence de Fergie sur cet album : récemment devenue maman, cette dernière a souhaité se concentrer sur sa vie de famille. Le chanteur a évoqué qu'être mère n'est pas si facile, et que lui ainsi que le reste de la bande acceptent le choix de l'ancienne membre de la troupe.
En novembre 2022, le groupe sort un nouvel album, Elevation.

## Membres du groupe

### Membres actuels
- Will.i.am – chant (depuis 1995)
- Apl.de.ap – chant (depuis 1995)
- Taboo – chant (depuis 1995)
- J. Rey Soul - chant (depuis 2018)

### Anciens membres
- Dante Santiago – chant (1995)
- Kim Hill – chant (1995–2000)
- Sierra Swan - chant (1998-2000)
- Fergie - chant (2002-2015)

## Discographie
- 1998 : Behind The Front
- 2000 : Bridging The Gap
- 2003 : Elephunk
- 2005 : Monkey Business
- 2009 : The END
- 2010 : The Beginning
- 2018 : Masters of the Sun Vol. 1
- 2020 : Translation
- 2022 : Elevation

## Tournées
| Année(s)        | Nom                                | Dates           | Album soutenu             |
| Première partie | Première partie                    | Première partie | Première partie           |
| --------------- | ---------------------------------- | --------------- | ------------------------- |
| 2003            | Justified/Stripped Tour            | 45              | Elephunk                  |
| 2005            | Harajuku Lovers Tour               | 22              | Monkey Business           |
| Tête d'affiche  |                                    |                 |                           |
| 2004            | Elephunk Club Tour                 | 22              | Elephunk                  |
| 2005 - 2006     | The Monkey Business Tour           | 54              | Monkey Business           |
| 2006            | Honda Civic Tour                   | 36              | Monkey Business           |
| 2007            | Black Blue & You Tour              | 24              | Monkey Business           |
| 2009 - 2010     | The E.N.D. World Tour              | 115             | The E.N.D.                |
| 2011            | The Beginning Massive Stadium Tour | 18              | The Beginning             |
| 2018 - 2019     | Master Of The Sun Tour             | 42              | Masters of the Sun Vol. 1 |
| 2021            | Where is the love Stream ?         | 1               | Translation               |

## Récompenses

### Grammy Awards
| Année | Catégorie                                      | Genre     | Chanson                   |
| ----- | ---------------------------------------------- | --------- | ------------------------- |
| 2005  | Best Rap Performance by a Duo or Group         | Pop       | Let's Get It Started      |
| 2006  | Best Rap Performance by a Duo or Group         | Pop       | Don't Phunk with My Heart |
| 2007  | Best Rap Performance by a Duo or Group         | Pop       | My Humps                  |
| 2010  | Meilleure performance Pop par un groupe ou duo | Pop       | I Gotta Feeling           |
| 2010  | Meilleur album Pop                             | Pop       | The END                   |
| 2010  | Meilleur court-métrage musical                 | Rap/R'n'B | Boom Boom Pow             |

### NRJ Music Awards
| Année | Catégorie                           | Genre | Titre           |
| ----- | ----------------------------------- | ----- | --------------- |
| 2005  | Album international de l'année      |       | Elephunk        |
| 2006  | Groupe/duo international de l'année |       |                 |
| 2006  | Album international de l'année      |       | Monkey Business |
| 2010  | Chanson internationale de l'année   |       | I Gotta Feeling |
| 2011  | Groupe/duo international de l'année |       |                 |
| 2011  | Concert de l'année                  |       |                 |